# 展望谷 (科羅拉多州)
展望谷（英語：Prospect Valley）是位於美國科羅拉多州韋爾德縣的一個非建制地區。該地的面積和人口皆未知。

## 地理
展望谷的座標為40°04′25″N 104°24′54″W / 40.07361°N 104.41500°W，而該地的平均海拔高度為1477米（即4846英尺）。